# ألتيرد بيست (لعبة فيديو 2005)
ألتيرد بيست (بالإنجليزية: Altered Beast)، هي لعبة فيديو يابانية، من تطوير ونشر شركة سيغا، صدرت اللعبة في الأسواق سنة 2005، وتعمل حصرياً لمنصة بلاي ستيشن 2.